# Tartaria
La Tartaria (in latino Tartaria) o Grande Tartaria (dal latino: Tartaria Magna) era una regione storica dell'Asia situata tra il Mar Caspio, i Monti Urali e l'Oceano Pacifico. Era un termine generico usato dagli europei per le aree dell'Asia centrale, dell'Asia settentrionale e dell'Asia orientale sconosciute alla geografia europea. Comprendeva la vasta regione della steppa pontico-caspica, dei Volga-Urali, del Caucaso, della Siberia, dell'Asia interna, della Mongolia e della Manciuria.

## Geografia e storia

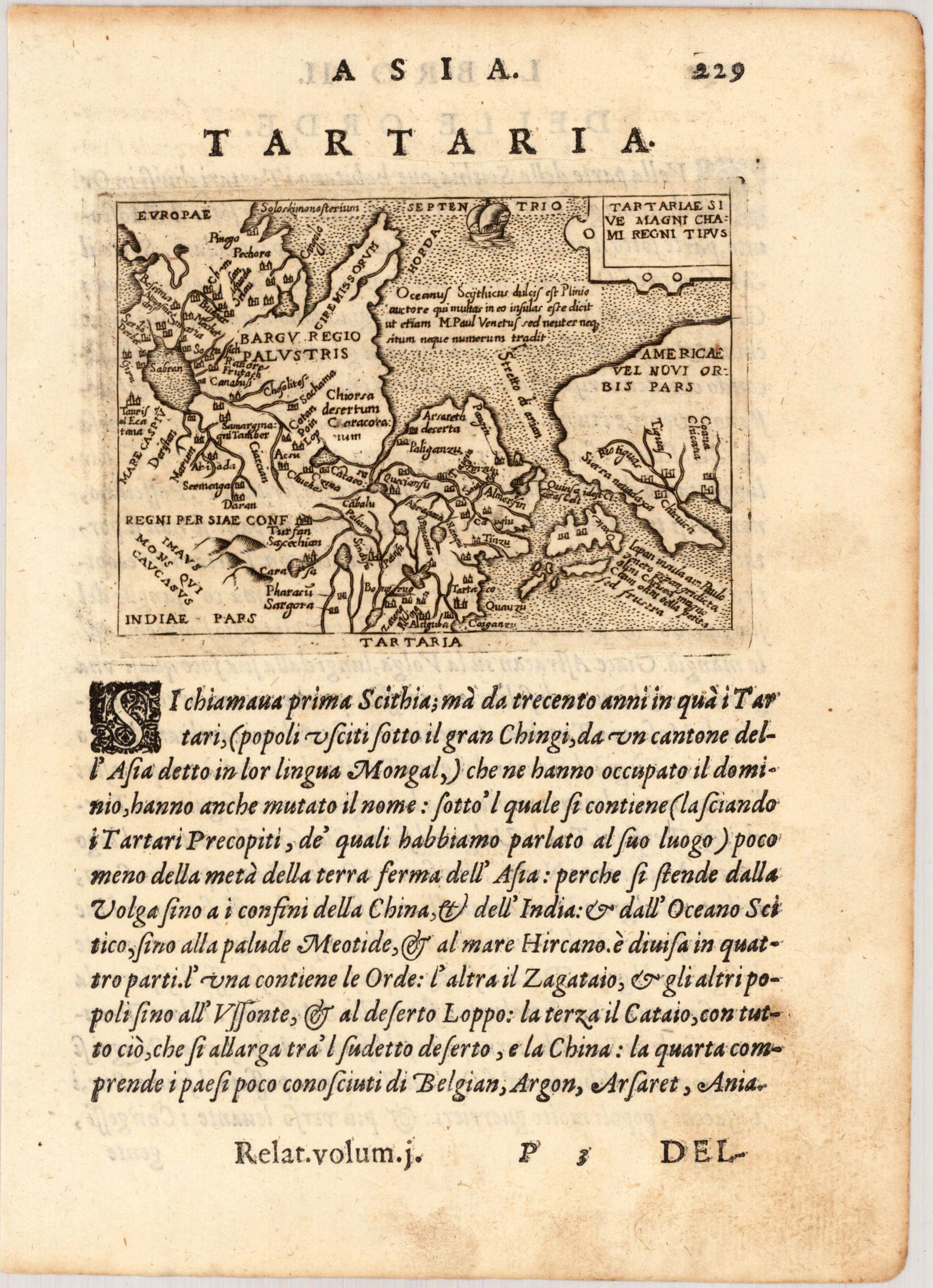
Carta della Tartaria e descrizione di Giovanni Botero dalle sue "Relationi universali" (Brescia, 1599).

In Europa, prima del XVIII secolo, la conoscenza della Manciuria, della Siberia e dell'Asia centrale era limitata. L'intera zona era conosciuta semplicemente come Tartaria e i suoi abitanti Tartari. Nella prima età moderna, con l'aumentare della comprensione della geografia, gli europei iniziarono a suddividere la Tartaria in sezioni con prefissi che denotavano il nome del potere dominante o la posizione geografica. Così, la Siberia era la Grande Tartaria o Tartaria russa, il Khanato di Crimea era la Piccola Tartaria, la Manciuria era la Tartaria cinese e l'Asia centrale occidentale (prima di diventare l'Asia centrale russa) era conosciuta come Tartaria indipendente.
Le opinioni europee sull'area erano spesso negative e riflettevano l'eredità delle invasioni mongole originate da questa regione. Il termine ebbe origine sulla scia della diffusa devastazione realizzata dall'Impero mongolo. L'aggiunta di una "r" in più a "Tatari" era indicativa del Tartaro, un regno infernale nella mitologia greca. Nel XVIII secolo, le concezioni della Siberia o della Tartaria e dei suoi abitanti come "barbare" da parte degli scrittori dell'Illuminismo erano legate ai concetti contemporanei di civiltà, ferocia e razzismo.

### Declino
L'uso di Tartaria scemò quando la regione divenne più nota ai geografi europei; tuttavia, il termine venne ancora utilizzato a lungo nel XIX secolo. I dati etnografici raccolti dai missionari gesuiti in Cina contribuirono a denominare la Tartaria cinese in Manciuria nella geografia europea all'inizio del XVIII secolo. I viaggi di Egor Meyendorff e Alexander von Humboldt in questa regione diedero origine al termine Asia centrale all'inizio del XIX secolo, nonché a termini supplementari come Asia interna, e l'espansionismo russo portò al conio del termine Siberia per la zona asiatica dell'Impero russo.
Nel XX secolo Tartaria, come termine per indicare la Siberia e l'Asia centrale, era diventato obsoleto. Tuttavia, prestò il titolo al libro di Peter Fleming Notizie dalla Tartaria, che descriveva i suoi viaggi in Asia centrale.

## Tartaria nell'arte
Nel romanzo Ada o ardore di Vladimir Nabokov, Tartaria è il nome di un grande paese sul pianeta immaginario di Antiterra. La Russia è la controparte geografica approssimativa di Tartaria sulla Terra, il mondo gemello di Antiterra apparentemente identico alla "nostra" Terra, ma doppiamente immaginario nel contesto del romanzo.
"Il racconto dello scudiero" da I racconti di Canterbury di Geoffrey Chaucer è ambientato nella corte reale della Tartaria.
Ne I viaggi di Gulliver di Jonathan Swift, l'eroe omonimo si riferisce ai suoi viaggi in Tartaria in due occasioni, e suggerisce che i geografi europei allora erano "in grave errore, supponendo nient'altro che il mare tra il Giappone e la California; perché era sempre la mia opinione, che ci deve essere un equilibrio della terra per contrapporsi al grande continente della Tartaria".
Uno dei personaggi principali, Calaf, nell'opera Turandot di Giacomo Puccini è il principe di Tartaria.
La storia delle origini di Babbo Natale di L. Frank Baum, La vita e le avventure di Babbo Natale, presenta mitici antagonisti della Tartaria che si oppongono alle pratiche di donazione compassionevole di Babbo Natale. Sono descritti come i giganti con tre occhi di Tartaria.
Nella poesia di Walter de la Mare Se fossi il signore della Tartaria, la Tartaria è una terra piena di felicità.
Il sacerdote Évariste Régis Huc scrisse diversi libri che raccontavano i suoi viaggi nella regione, noti collettivamente come Ricordi di un viaggio in Tartaria, Tibet e Cina durante gli anni 1844, 1845 e 1846.